# Oscilógrafo
Un oscilógrafo es un instrumento para medir corriente eléctrica alterna o variable, en términos de intensidad y voltaje, y volcar los resultados en una gráfica sobre papel o en una pantalla de vídeo. 
Existen dos tipos básicos del instrumento:
- El oscilógrafo electromagnético, inventado por André Eugène Blondel (1863-1938), funciona haciendo pasar la corriente a medir por una bobina o galvanómetro que tiene adosada una «mano» o pluma para graficar las variaciones. Se deben también modelos de este tipo a William Duddell.Los oscilógrafos electromecánicos no pueden grabar oscilaciones de más de 500 Hz.
- El oscilógrafo de rayos catódicos u osciloscopio, que puede ser analógico o digital, resultado de los trabajos de Carl Ferdinand Braun (1850 - 1918) , posteriormente profundizados por Philipp Lenard.

Además de los usos específicos en electricidad y electrónica, existen numerosas aplicaciones del oscilógrafo en el campo de la medicina, incluyendo los electrocardiógrafos para medir el funcionamiento del corazón el electroencefalógrafo para registrar las ondas cerebrales, y equipos específicos para aplicaciones en estudios fonéticos.